# مصالح طبیعی جایگزین
مواد طبیعی جایگزین، یک اصطلاح کلی است که به توصیف مواد طبیعی مانند سنگ یا خشت می‌پردازد که به طور رایج مانند چوب یا آهن مورد استفاده قرار نمی‌گیرند. مواد طبیعی جایگزین، کاربردهای عملی بسیاری در زمینه‌هایی مانند معماری پایدار و مهندسی دارد. هدف اصلی استفاده از چنین موادی، به حداقل رساندن اثرات منفی ای که محیط ساخت و ساز می‌تواند در این سیاره ایجاد کند و در عین حال افزایش بهره‌وری و سازگاری سازه‌ها می‌باشد.

## تاریخچه
مواد طبیعی جایگزین، مدتی است که موجود هستند اما اغلب در فرم‌های اساسی یا تنها به عنوان مواد تشکیل دهنده مواد خاص در گذشته. به عنوان مثال، زمین به عنوان یک ماده ساختمانی برای ساخت دیوار خانه‌ها برای هزاران سال وجود داشته است. اخیراً، در دهه ۱۹۲۰، دولت ایالات متحده، استفاده از زمین صاف را به عنوان یک روش ساخت و ساز مقاوم در برابر آتش برای ساختن خانه‌های روستایی مورد ترویج قرار داد. یک مثال رایج تر، ادوبی یاهمان خشت است. خانه‌های خشتی، در جنوب غربی ایالات متحده و چند کشور اسپانیایی زبان به چشم می‌خورند.
ساخت و ساز «بیل نی» یک مفهوم مدرن تر است، اما شواهدی وجود دارد که نشان می‌دهد نی را در خانه‌هایی در چمن زارهای آفریقایی در دورهٔ پارینه سنگی مورد استفاده قرار می‌دادند. مواد طبیعی جایگزین، به خصوص برنامه‌های کاربردی آن، به تازگی رایج تر شده است. ایده‌های سبز بودن و پایدار بودن در پاسخ به گرم شدن کلی هوا و تغییرات آب و هوا، از تمرکز بر روی مواد و روش‌های مورد استفاده برای ایجاد منظره و خانه‌های ما پا را فرا تر گذاشته است. همچنان که تصمیم‌گیری آگاهانه دربارهٔ محیط زیست به امری عادی تبدیل شد، استفاده از مواد جایگزین طبیعی نیز به جای مواد طبیعی معمولی یا مواد ساخته دست بشر که به شدت متکی به منابع طبیعی هستند، بیشتر شایع شد.

## مواد

### سنگ
سنگ راه بسیار خوبی است برای دور بودن از مواد سنتی که به محیط زیست آسیب می‌رسانند. سنگ دو ویژگی مهم
دارد: جرم حرارتی خوب و عایق حرارتی خوب. این ویژگی سنگ را به یک ایدهٔ عالی تبدیل می‌کند به این دلیل که حرارت در خانه ثابت باقی می‌ماند بنابراین نیاز به تهویه مطبوع و دیگر سیستم‌های خنک‌کننده، کمتر می‌شود. انواع سنگ هاییکه می‌توانند به کار آیند عبارتند از: رد سنگ (تکه‌هایی از سنگ است که نمی‌توان آنها را برای کار دیگری مورد استفاده قرار داد)، سنگ آهک، و سنگ‌فرش.

### کاه
کاه را می‌توان به جای تیغه به عنوان پایه‌ای برای دیوارها استفاده کرد. در یک ساختمان سنتی، که در آن یک قاب چوبی خانه را نگه می‌دارد، کاه عایقی بسیار عالی و مقاوم در برابر آتش می‌باشد. این دیوارهای ساخته شده از کاه، از لحاظ نگهداری انرژی حدود ۵۷٪ کارآمد تر از تیغه‌های استاندارد هستند. زیرا به هیچ وجه اکسیژن نمی‌تواند به دیواره‌ها نفوذ کند، پس آتش نمی‌تواند گسترش پیدا کند و هیچ شانسی برای احتراق وجود دارد.

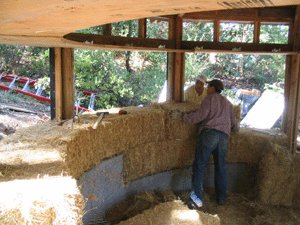
این مقاله یک دیوار کاه در دست ساخت را نشان می‌دهد

### بامبو
در کشورهای آسیایی، بامبو در سازه‌هایی مانند پل‌ها و خانه‌ها استفاده می‌شود. بامبو به طور خارق‌العاده‌ای محکم است و دارای انعطاف‌پذیری خوبی است و فوق‌العاده سریع رشد می‌کند، و به همین دلیل به فراوانی یافت می‌شود. هر چند که قرار دادن گوشه‌های بامبو در کنار هم کار سختی است، اما در ساخت بناهای محکم می‌توانیم روی قدرت و استحکام آن حساب کنیم.

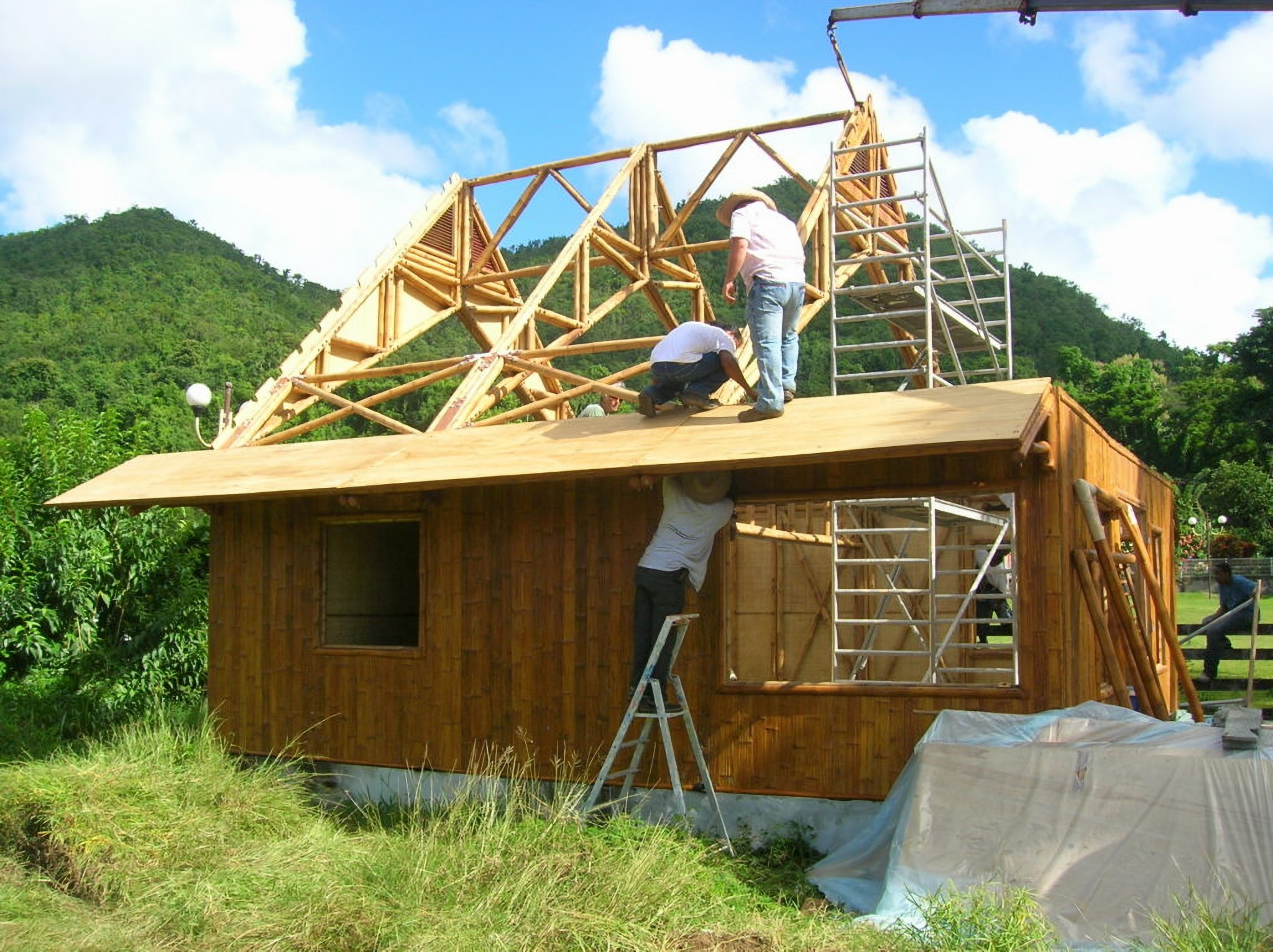
این تصویر یک خانه مقاوم در برابر زلزله که به طور کامل از بامبو ساخته شده است را نشان می‌دهد

### Cordwood
Cordwood، ترکیبی از بقایای کوچک هیزم و سایر چوبهایی که معمولاً به هدر می‌روند است. این بلوکهای کوچک از چوب به راحتی می‌توانند در کنار یکدیگر قرار داده شوند و یک ساختمان را مانند بناهای سنگی، از لحاظ عایق بودن تأمین کنند درست مانند توده‌های حرارتی. این مواد نگاهی روستایی از کابین ورود بدون استفاده از چوب را فراهم می‌کند. می‌توانید یک ساختمان کامل را تنها با استفاده از Cordwood بسازید یا نهایتاً از سنگ برای پر کردن در و دیوارهایش استفاده کنید.

### زمین کوبیده
زمین کوبیده شده یک ماده بسیار فراوان است که می‌تواند به جای بتن و آجر استفاده شود. خاک کاملاً در قالب دیوار کوبیده می‌شود و بسیار سخت است که یک دیوار با دوام را از خاک، سنگ، و چوب ایجاد کنیم. زمین کوبیده شده همچنین یک توده بزرگ حرارتی را که به معنی صرفه جویی در مصرف انرژی می‌باشد، فراهم می‌کند. علاوه بر این، بسیار مقاوم در برابر نفوذ آب و به اندازه‌ای با دوام است که آن را در دیوار بزرگ چین مورد استفاده قرار داده‌اند.

### Earth-sheltered
Earth-sheltered، یک تکنیک ساختمانی منحصر به فرد است که در آن، ساختمان به طور کامل اما در حداقل یک طرف به شکلی از زمین ساخته می‌شود که ممکن است یک سقف چمنی، دیوارهای گلی، یا هر دو باشد. این سیستم منحصر به فرد معمولاً به دلیل مشکل درگیری در استفاده بیش از حد از برق در چنین خانه‌هایی، شامل مقدار زیادی پنجره است. این مورد بوسیله کاهش هزینه‌های روشنایی، بهره‌وری انرژی در خانه‌ها را افزایش می‌دهد. یک تکنیک ساختمانی منحصر به فرد است که در آن، ساختمان به طور کامل اما در حداقل یک
طرف به شکلی از زمین ساخته می‌شود که ممکن است یک سقف چمنی، دیوارهای گلی، یا هر دو باشد. این سیستم
منحصر به فرد معمولاً به دلیل مشکل درگیری در استفاده بیش از حد از برق در چنین خانه‌هایی، شامل مقدار زیادی پنجره است. این مورد بوسیله کاهش هزینه‌های روشنایی، بهره‌وری انرژی در خانه‌ها را افزایش می‌دهد.

### Papercrete
Papercrete، ماده جالب و بسیار جدیدی است که می‌تواند جایگزین خوبی برای بتن باشد. Papercrete، ترکیبی از کاغذ خرد شده، شن و ماسه و سیمان است که با هم مخلوط شده‌اند و به شکل یک ماده مانند آجر بسیار با دوام درآمده‌اند. ساختمان‌هایی که از Papercrete استفاده می‌کنند، دارای دیوارهای عایق گرمایی و مقاوم در برابر آتش می‌باشند.Papercrete بسیار ارزان قیمت می‌باشد و هزینه هر فوت مربع آن حدوداً معادل ۱۳۳۷ دلار می‌باشد.

### خشت
خشت یک روش قدیمی است که در عین حال ارزان قیمت است، آسان به دست می‌آید، و ایده‌آل برای محیط‌های
گرم است. مخلوطی از شن و ماسه، خاک رس، و آب است در یک قالب ریخته شده و در معرض آفتاب نگهداری می‌شود تا
خشک شود. هنگامی که خشک شد، به ماده‌ای فوق‌العاده قوی و مقاوم در برابر حرارت تبدیل می‌شود. ادوبی اجازه نفوذ گرما را به داخل ساختمان نمی‌دهد، بنابراین در طول تابستان عایق بسیار خوبی برای کاهش هزینه‌های انرژی است. اگر چه این مخلوط خاک رس عایق بسیار خوبی از گرما را فراهم می‌کند، با این حال به اندازه کافی ضد آب نیست و می‌تواند در مناطق مستعد زمین لرزه به خاطر تمایلش به ترک خوردن، خطرناک باشد.

### خاک اره
خاک اره ماده خوبی برای ترکیب شدن با مخلوط‌های خاک رس یا سیمان است و در دیوارها از آن استفاده می‌شود. این دیوارها فوق‌العاده محکم هستند. بسته به این که کدام نوع خاک اره (چوب جنگلی بهترین است) در تراشه‌های چوب در دیوار استفاده می‌شود، باعث جذب رطوبت شده و به جلوگیری از ترک خوردگی در طول یخبندان چرخه ذوب کمک می‌کند. خاک اره ممکن است با آب ترکیب شده و منجمد شود و موادی را تحت عنوان pykrete تولید کند که بسیار با استحکام است، و نسبت به یخ کمتر در معرض ذوب قرار می‌گیرد.

## نمونه‌ها
اگر چه این یک تکنولوژی جدیدتر می‌باشد، اما ساختمان‌هایی وجود دارند که در حال حاضر این مواد را به خوبی
هرچه تمام تر به کار گرفته‌اند تا به عنوان ساختمان‌های سبز شناخته شوند.
یکی از نمونه‌های طراحی شده، طرح پیشنهادی ساختمان Dubiotech headquarters در دبی در امارات متحده عربی است. در این طرح از پانل‌های خورشیدی و پنجره استفاده شده است، تا علاوه بر دریافت مقدار زیادی نور طبیعی، حداکثر استفاده از نور خورشید را داشته باشد. این ساختمان (که به خاطر بحران مالی ۹۱۱۲ با تأخیر ساخته شد) از نوعی فولاد جایگزین استفاده می‌کند که طی فرآیندی تولید شده است که مواد شیمیایی نامطلوب را در اتمسفر آزاد نکند. مثال دیگر دانشکده هنر، رسانه، و طراحی می‌باشد که در سنگاپور واقع شده است. این مدرسه دارای سقفی است که به طور کامل از چمن ساخته شده است. (نمونه‌ای از Earth-sheltering 4 این باعث می‌شود تا کمتر از بتن و سایر مواد) در سقف استفاده شود، همچنین ساختمان دارای تعداد زیادی پنجره برای استفاده از نور طبیعی می‌باشد.